# ダマスカス郊外県
ダマスカス郊外県（ダマスカスこうがいけん）、ダマスカス近郊県、あるいはリーフ・ディマシュク（Rif Dimashq, アラビア語: ريف دمشق, 「ダマスカスの郊外」）は、シリアの14ある県の一つ。県の面積は18,032平方kmで、人口は337.2万人（2021年推計）。県都はダマスカス中心部の北東10kmにあるドゥーマー。リーフ・ディマシュク（ダマスカス郊外県）は、県と同格の首都ダマスカスを完全に囲んでいるが、県都ダマスカスはリーフ・ディマシュクに属しない。

## 地理
シリア南西部にあり、南西はクネイトラ県・ダルアー県・スワイダー県と、北東はホムス県と、西はレバノンと、南東はヨルダンと接する。

## 行政区分

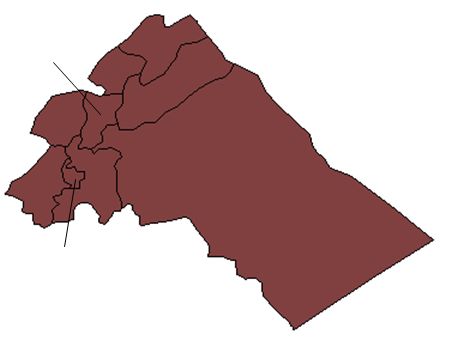
リーフ・ディマシュク県に属する郡

リーフ・ディマシュクには10郡が属する。

### 郡
1. マルカズ・リーフ・ディマシュク（英語版）（Markaz Rif Dimashq）
2. ドゥーマー郡（英語版）（Duma District）
3. アル＝クタイファ郡（英語版）（Al-Qutayfah District）
4. アッ＝タル郡（英語版）（At-Tall District）
5. ヤブルード郡（英語版）（Yabrud District）
6. アン＝ナブク郡（英語版）（An-Nabk District）
7. ザバダーニー郡（英語版）（Zabadani District） - ザバダニ
8. カタナー郡（英語版）（Qatana District）
9. ダーライヤ郡（英語版）（Darayya District）
10. クドゥサヤ郡（英語版）（Qudsaya District）